# Rogers Motor Car Company
Rogers Motor Car Company war ein US-amerikanischer Hersteller von Automobilen.

## Unternehmensgeschichte
Ralph F. Rogers stammte aus Chicago. Er hatte 1909 einen Highwheeler entwickelt. Noch im gleichen Jahr gründete er zusammen mit C. A. Overholt das Unternehmen. Der Sitz war in Omaha und die Fabrik im nahegelegenen Ralston, beides in Nebraska. Finanzielle Probleme verzögerten den Beginn der Serienproduktion bis Ende 1910 für das Modelljahr 1911. Damit war das Unternehmen das letzte, das mit einem Highwheeler auf den Markt kam. Der Markenname lautete Rogers. 1912 endete die Produktion. Insgesamt entstanden weniger als 500 Fahrzeuge.

## Fahrzeuge
Im Angebot standen ausschließlich Highwheeler. Mit den großen Rädern eigneten sich gut für die damaligen schlechten Straßen.  Sie hatten einen Zweizylindermotor mit Luftkühlung. 120,65 mm Bohrung und 101,6 mm Hub ergaben 2323 cm³ Hubraum. Die Motorleistung von 18 PS wurde über ein Friktionsgetriebe und eine Kette an die Hinterachse übertragen. Das Fahrgestell hatte 229 cm Radstand.
Im Modelljahr 1911 gab es den Series B. Ausführungen waren Model B-2 als zweisitziger Runabout, Model B-3 als dreisitziger Roadster und Model B-4 als viersitziger Surrey.
Im Folgejahr wurde daraus der Series C. Der Dreisitzer entfiel. Zur Wahl standen nur noch Model C-2 und Model C-4.

## Modellübersicht
| Jahr | Modell   | Ausführung | Zylinder | Leistung (PS) | Radstand (cm) | Aufbau            |
| ---- | -------- | ---------- | -------- | ------------- | ------------- | ----------------- |
| 1911 | Series B | Model B-2  | 2        | 18            | 229           | Runabout 2-sitzig |
| 1911 | Series B | Model B-3  | 2        | 18            | 229           | Roadster 3-sitzig |
| 1911 | Series B | Model B-4  | 2        | 18            | 229           | Surrey 4-sitzig   |
| 1912 | Series C | Model C-2  | 2        | 18            | 229           | Runabout 2-sitzig |
| 1912 | Series C | Model C-4  | 2        | 18            | 229           | Surrey 4-sitzig   |